# Maria (Abadessa)

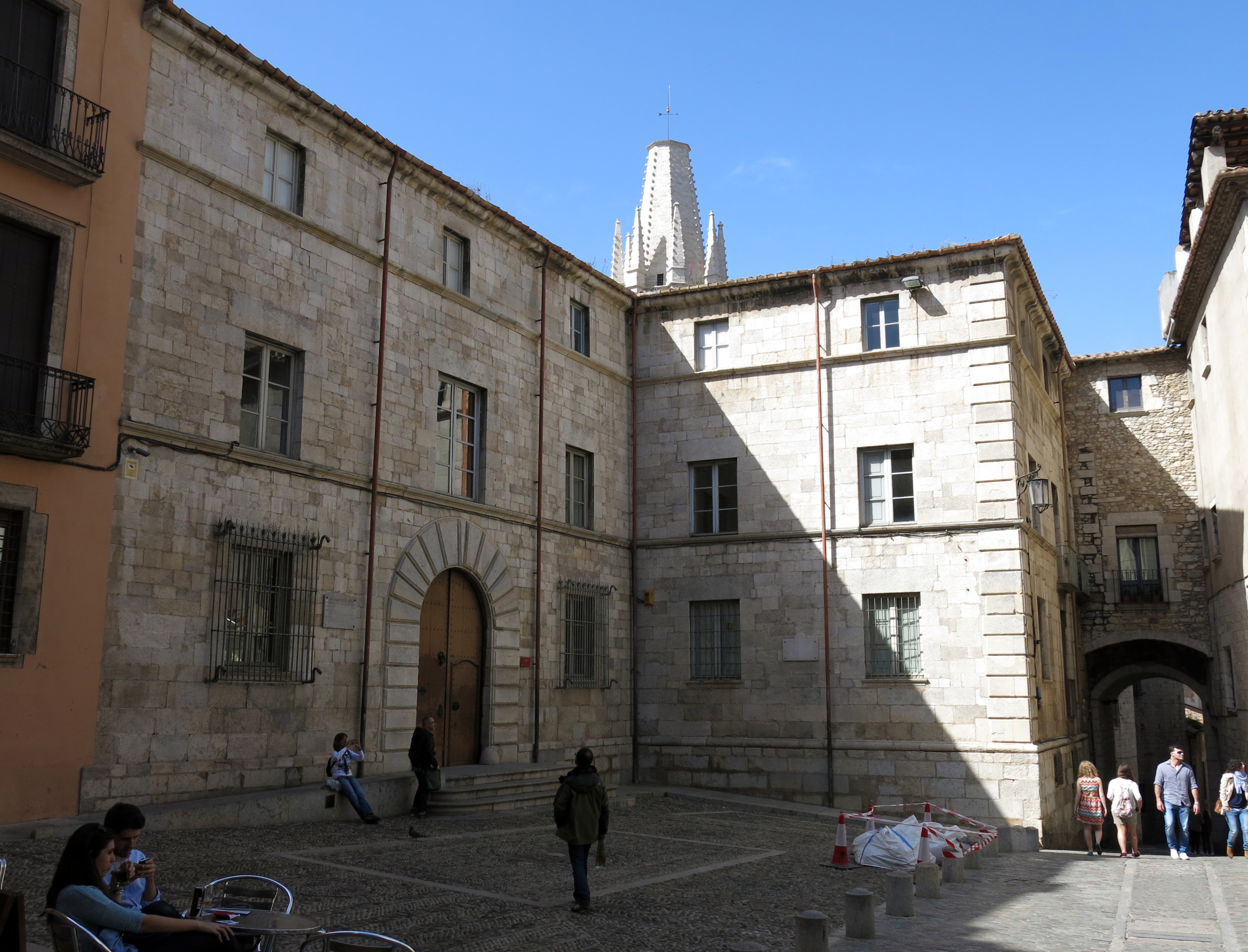
Santa Maria de les Puelles esglesiola d'origen carolingi, simètrica a Sant Genís, que desaparegué en el en construir-se Casa Pastors.

Maria (segle x) fou brodadora i abadessa de Santa Maria de les Puelles de Girona, coneguda al segle XXI com la Casa Pastors. També és coneguda com la brodadora exquisida.
És coneguda per ser l'autora d'una estola, que rep el nom d'estola de Sant Narcís. L’escriptura de l’estola la situa entre mitjans i finals del segle x, i la varietat dels textos brodats o pintats permeten pensar que es tractava d’una religiosa amb una formació i cultura suficients per a fer una variada selecció de textos, una religiosa d’origen aristocràtic amb temps per teixir, brodar, pregar, llegir i estudiar.
L'estola, conservada a l'Sant Feliu de Girona, inclou unes lletres brodades amb el seu nom, i hauria estat donada per al sepulcre de sant Feliu, les restes del qual van ser exhumades el 984. L'estola demostra un gran coneixement de la tècnica del brodat i una gran erudició. L'obra està feta de lli i seda i brodada amb fil de colors blanc, vermell, blau cel, blau d'ultramar i or.L'escriptura de l'estola permet datar-la a la segona meitat del segle x.